# Convolvulus farinosus
Convolvulus farinosus är en vindeväxtart som beskrevs av Carl von Linné. Convolvulus farinosus ingår i släktet vindor, och familjen vindeväxter. Inga underarter finns listade i Catalogue of Life.